# Файзуллинское
Файзуллинское (баш. Фәйзулла) — деревня в Благовещенском районе Республики Башкортостан Российской Федерации. Входит в состав Ильино-Полянского сельсовета.

## География

### Географическое положение
Расстояние до:
- районного центра (Благовещенск): 36 км,
- центра сельсовета (Ильино-Поляна): 22 км,
- ближайшей ж/д станции (Загородная): 50 км.

## История
Деревня  появилась в первой половине 1920-х годов как поселок Файзуллино-Боевой. До 1930 года поселок входил в состав Нижне-Изяковского сельсовета Степановской волости Уфимского кантона. В 1930-1950-е  гг. Файзуллинское входило в состав Горно-Усинского сельсовета, в позднесоветский период - в составе Турушлинского сельсовета, в наше время, в наше время - в составе Ильино-Полянского сельсовета. 

## Население
| 2002 | 2009 | 2010 |
| ---- | ---- | ---- |
| 21   | ↘18  | ↘13  |

Согласно переписи 2002 года, преобладающая национальность — башкиры (81 %).
Динамика населения: 1939 году насчитывалось 144 человека, 1969 - 118, в 2010 - 13.